# Chaibasa
Chaibasa (en hindi: चाईबासा ) es una localidad de la India, centro administrativo del distrito de Singhbhum occidental en el estado de Jharkhand.

## Geografía
Se encuentra a una altitud de 233 m s. n. m. a 195 km de la capital estatal, Ranchi, en la zona horaria UTC +5:30.

## Demografía
Según estimación, en 2010 contaba con una población de 68 969 habitantes.